# Marie-Noëlle Thémereau
Marie-Noëlle Thémereau, née Billet le 18 mai 1950 à Darnets (Corrèze), est une femme politique française de Nouvelle-Calédonie.

## Origines familiales
Marie-Noëlle Billet est la fille de Claude Billet, natif de Corrèze et vétéran de la France libre arrivé en Nouvelle-Calédonie en 1949, travailleur sur les minéraliers de la Société Le Nickel (SLN) et secrétaire général à partir de 1952 du syndicat professionnel de cette entreprise. Il fait venir sa famille peu de temps après son installation, et Marie-Noëlle est ainsi élevée à Nouméa. 

## Formation et carrière professionnelle
Titulaire d'une maîtrise en droit spécialisée dans le droit du travail et de la sécurité sociale de l'Université Bordeaux IV, elle fait d'abord carrière dans l'administration publique. Elle se fait ainsi remarquer à la tête du service des études, de la législation et du contentieux puis de celui des finances du Territoire de 1986 à 1988. Elle est surtout chargée de mettre en place la loi Debré et de développer l'enseignement professionnel. Elle fonde ensuite une agence immobilière, l'Agence générale, en association avec Pierre Frogier qu'ils continuent à gérer ensemble aujourd'hui, bien qu'ils soient devenus adversaires en politique.

## Carrière politique

### Les débuts
Elle s'intéresse à la politique calédonienne à partir des années 1970. Elle est alors proche des milieux autonomistes et de l'Union calédonienne avant de rejoindre le Rassemblement pour la Calédonie dans la République (RPCR) de Jacques Lafleur en 1977, étant hostile à l'indépendance. Elle se fait élire sous l'étiquette de ce parti à l'Assemblée de la Province sud et au Congrès du Territoire à partir de 1989. Elle est d'abord chargée à la Province de la réglementation économique et fiscale, de la réglementation générale et de l'enseignement. Elle est ensuite deuxième vice-présidente de la Province sud de 1996 à 1999 et présidente de la Commission des finances et du budget à partir de 1998. Réélue en 1999 à l'Assemblée de la Province sud et au tout nouveau Congrès de la Nouvelle-Calédonie issu des Accords de Nouméa, elle aurait voulu pourtant, pour des raisons familiales, se retirer un temps de la vie politique, mais Jacques Lafleur aurait insisté pour qu'elle prenne la première vice-présidence du Congrès, ce qu'elle accepta (il lui aurait même proposé de prendre la présidence du Gouvernement). 
Elle est portée le 21 mai 1999 à la 1re vice-présidence du Congrès et le 13 juillet suivant à la présidence de la commission de la Santé et de la Réglementation sociale de cette assemblée. Elle travaille ainsi avant tout, aux côtés de Aukusitino Manuohalalo, à la préparation du Régime unifié d'assurance maladie-maternité (RUAMM), nouveau nom donné à la Couverture sociale unifiée (CSU), visant à assurer une protection sociale à tous les Néo-Calédoniens et à maîtriser le déficit de la CAFAT qui a atteint 4 milliards de francs CFP (33,52 millions d'euros) en 2001. Le projet de loi de pays relative à la Sécurité sociale en Nouvelle-Calédonie est présenté en décembre 2001 et devient la loi du pays n°2001-016 du 11 janvier 2002, entrée en vigueur le 1er avril 2002, le RUAMM devant être mis en place au plus tard au 1er juillet suivant,.

### La rupture avec le RPCR et le retrait
Mais, de plus en plus en désaccord avec la politique menée par Jacques Lafleur et dénonçant le fait que toutes les décisions sur le Territoire soient prises par le président de la Province sud, elle démissionne de tous ses mandats politiques le 7 mai 2001. De 2001 à 2004, elle est totalement absente de la vie politique, ne sortant de son silence que pour défendre la mise en place du RUAMM en 2002.

### La tête de liste de l'Avenir ensemble
Le 21 mars 2004, elle sort définitivement de sa réserve politique pour annoncer qu'elle prendra la tête de la liste Avenir ensemble en vue des élections provinciales de mai 2004. Cette liste a pour but d'offrir en Province sud une alternative anti-indépendantiste au RPCR dont elle dénonce la gestion. Composée de dissidents du RPCR (Harold Martin, Philippe Gomès, Réginald Bernut), d'opposants de longue date à Jacques Lafleur (le représentant de l'UDF local Didier Leroux, la chiraquienne Sonia Lagarde, l'autonomiste Jean-Pierre Aïfa), de représentants syndicaux (Alain Song) ou des professions libérales (Alain Descombels), cette liste est la cible d'une campagne violente de la part du RPCR (elle est ainsi parodiée en « Trahir ensemble »). Néanmoins, l'attitude posée de Marie-Noëlle Thémereau lui attire les sympathies, présentant un programme en 75 points et appelant à une « politique de consensus » non « politicienne » basée sur l'objectif de construire le destin commun prévu par l'Accord de Nouméa. 

### L'onde de choc du 9 mai
Les élections provinciales du 9 mai 2004 font figures de tremblement de terre politique. En effet, pour la première fois depuis la création des Provinces, le RPCR n'est plus le premier parti de Province sud, la liste de Jacques Lafleur étant devancée de près de 3 points (31,18 % pour le RPCR contre 33,9 % pour l'Avenir ensemble) et de 3 sièges (16 sièges Rassemblement contre 19 pour l'Avenir ensemble sur 40) à l'Assemblée de Province. 
Néanmoins, aucun parti politique n'a de majorité absolue et Marie-Noëlle Thémereau, relayée par les poids lourds de sa liste, annonce que l'Avenir ensemble ne contractera aucune coalition que ce soit avec les indépendantistes (qui sont de toutes façons absents en Province sud mais qui sont présents au Congrès), avec le RPCR (cette alliance paraissait de toute manière impossible) ou avec le Front national local qui, avec ses 5 sièges, disposent d'un rôle charnière à la Province. 
Marie-Noëlle Thémereau veut instaurer des majorités d'idée suivant les dossiers débattus. Et si l'Avenir ensemble est devenu le premier parti de Province sud, le RPCR reste la première formation politique de la Nouvelle-Calédonie en étant notamment la seule à être représentée dans les trois provinces, l'Avenir ensemble quant-à-elle ne disposant que d'un élu en Province nord (contre 3 pour le RPCR) et aucun aux Îles Loyauté où elle n'avait pas présenté de liste. Au Congrès, l'Avenir ensemble et le RPCR font donc jeu égal avec 16 sièges chacun sur 54, et encore une fois personne n'a la majorité (le FLNKS, divisé en deux groupes, disposant lui aussi de 16 élus).

### L'arrivée à la présidence du gouvernement
Disposant du bénéfice d'incarner le changement, l'Avenir ensemble réussit à prendre la présidence de la Province sud (Philippe Gomès est élu au troisième tour à la majorité relative de ses 19 colistiers, contre 16 voix au RPCR Pierre Maresca, le FN s'abstenant). De même au Congrès, obtenant le soutien inopiné de l'Union calédonienne et du FN (soit 28 voix en tout et donc la majorité absolue), Harold Martin est élu président de cette chambre (contre 17 voix au candidat RPCR Jean Lèques et 9 abstentions). Mais la formation du gouvernement est plus compliquée. 

#### L'affaire Vigouroux
L'élection au gouvernement est faite par le Congrès à la proportionnelle à partir de listes. Marie-Noëlle Thémereau mène donc la liste Avenir ensemble. Le gouvernement comporte 11 membres, et il est prévu, compte tenu de l'organisation politique du Congrès, que l'Avenir ensemble et le RPCR fassent jeux égal avec 4 membres chacun et 3 pour les indépendantistes (2 pour le FLNKS-UNI, qui regroupe le Palika et l'UPM, et 1 pour l'UC). 
Mais l'élection du 10 juin donne 5 membres à l'Avenir ensemble contre 3 seulement au RPCR qui est à égalité ainsi avec les indépendantistes. Il s'agit en fait d'une élue Rassemblement, Suzie Vigouroux, qui, au lieu de voter pour une liste, a inscrit sur son bulletin le nom du numéro 1 de la liste RPCR, Pierre Frogier. Son bulletin a donc été compté nul. Par la suite, Marie-Noëlle Thémereau a à peine le temps de se faire élire présidente de ce gouvernement que, dans l'après-midi même, Pierre Frogier dépose la démission collective des élus de son groupe au gouvernement, entraînant ainsi la chute de ce dernier. 
A commencé alors une véritable crise institutionnelle cristallisée autour de ce qui est appelée dans les médias « l'affaire Vigouroux ». En effet, peu de temps après, Jacques Lafleur attaque Marie-Noëlle Thémereau et le groupe Avenir ensemble, l'élue Suzie Vigouroux ayant déclaré avoir voté nul sous pression de ces derniers. La présidente du gouvernement mort-né réplique en portant plainte pour diffamation. Finalement, l'affaire s'étouffe, il est reconnu que le vote nul était bien le fruit de l'erreur d'une nouvelle élue inexpérimentée qui participait à son premier vote au Congrès et non d'une pression quelconque. Suzie Vigouroux, déclarant avoir été manipulée par les leaders du Rassemblement dans cette affaire, se retire du groupe RPCR et siège comme indépendante au Congrès où elle vote désormais traditionnellement avec l'Avenir ensemble. 

#### L'incertitude
Lors du nouveau vote organisé au Congrès le 24 juin pour former le gouvernement, le Rassemblement fait cette fois le plein de ses voix et obtient les 4 sièges prévus, à égalité avec l'Avenir ensemble. Les indépendantistes gardent quant-à-eux leurs 3 membres. Mais la crise institutionnelle perdure : en effet, le candidat à la présidence du gouvernement, élu par les membres de ce dernier, doit obligatoirement obtenir la majorité absolue (soit 6 voix). Or, aucun des candidats ne peut obtenir cette majorité : Marie-Noëlle Thémereau ne peut compter que sur les 4 Avenir ensemble, de même pour Pierre Frogier qui n'obtient que les voix des 4 RPCR et pour Déwé Gorodey qui est soutenue par les 3 FLNKS. Finalement, le 29 juin, au nom de la raison et pour éviter un « blocage institutionnel » inutile, Pierre Frogier décide de retirer sa candidature et apporte ses voix à Marie-Noëlle Thémereau qui est donc élue présidente de ce nouveau gouvernement avec l'ensemble des suffrages anti-indépendantistes.

### La première présidente d'un gouvernement de Nouvelle-Calédonie
Marie-Noëlle Thémereau incarne rapidement le ciment entre les différentes tendances qui composent le groupe Avenir ensemble, qui se constitue bientôt en parti politique. Appelant toujours au consensus et à la « majorité d'idée », elle adopte un style décontracté et un parler direct qui plaît. Qualifiée de "socialiste", ce qui aurait pu l'éloigner de sa base qui reste avant tout anti-indépendantiste et donc traditionnellement de droite, elle se défend en prétendant seulement avoir la « fibre sociale » et la préoccupation des plus démunis. Elle est d'ailleurs en charge au sein du gouvernement, en plus de la présidence, du secteur des Affaires sociales et de la Solidarité, et a particulièrement pris à cœur certaines réalisations dans ce domaine qui sont mises en avant comme les mesures phares prises par la nouvelle majorité (le SMIC augmenté de 100 000 à 120 000 Francs CFP, soit 1 005,6 €, au 1er janvier 2007 ; mise en place au 1er mai 2005 d'allocations familiales de solidarité pour 11 000 enfants défavorisés exclus du régime général des allocations familiales, et d'une aide au logement à partir du 1er mai 2007 ; gratuité pour les élèves boursiers des frais de cantine et d'internat ; création d'un observatoire de la condition féminine). S'y ajoutent plusieurs réussites en matière de coopération régionale : l'obtention par l'archipel en 2005 de l'organisation des Jeux du Pacifique de 2011, l'accession de la Nouvelle-Calédonie au statut de membre associé du Forum des îles du Pacifique en 2006, la signature avec Ham Lini d'une convention de coopération entre la Nouvelle-Calédonie et le Vanuatu le 26 juin 2006. Certains dossiers pour l'application de l'accord de Nouméa avancent également, sans pour autant être conclus sous sa présidence (création le 11 avril 2007 d'un Comité de pilotage sur les signes identitaires, préparation de l'avant-projet de loi du pays sur le schéma de mise en valeur des richesses minières). 
Elle dispose toutefois d'une position inconfortable puisqu'elle n'a la majorité ni au gouvernement ni au Congrès et se refuse toujours à former une coalition (même si le FN, le seul élu LKS et Suzie Vigouroux ont pris l'habitude de voter avec l'Avenir ensemble, ainsi qu'occasionnellement l'Union calédonienne). Elle a dû faire face également à un certain nombre de crises et notamment à plusieurs conflits sociaux: grève de l'USTKE (Union syndicale des travailleurs kanaks et des exploités, important syndicat indépendantiste, très controversé pour ses pratiques et proche de José Bové) dans le port autonome de Nouméa quelques mois après son entrée en fonction ; grève des sapeurs-pompiers de l'Aéroport Nouméa - La Tontouta ; grève à long terme et à répétition de Télé Nouvelle-Calédonie entre la fin 2004 et début 2007 ; mais surtout les importantes manifestations de force à la fin de l'année 2005 et au début 2006 d'un autre syndicat, la Confédération syndicale des travailleurs de Nouvelle-Calédonie (CSTNC), et de son dirigeant, lui aussi très controversé, Sylvain Néa : à l'origine simple conflit social entre le syndicat et la Société Le Nickel (SLN) au sujet du licenciement pour faute professionnelle de deux employés, l'affaire a alors pris une ampleur toute autre lorsque le syndicat a tout d'abord bloqué plusieurs accès importants de circulation de Nouméa dont la « Voie express », voie rapide desservant la périphérie nord de Nouméa ainsi que sa banlieue. Elle se fait remarquer durant ces différents conflits en allant en avant des manifestants pour discuter directement avec eux. 
Lors des législatives de 2007, elle est la candidate suppléante d'Harold Martin dans la 2e circonscription. L'Avenir ensemble, qui a fait campagne en comparant ce scrutin à un référendum sur la politique menée par la Nouvelle-Calédonie, connaît son tout premier revers électoral puisqu'aucun de ses candidats n'est qualifié pour le second tour, qui oppose alors dans les deux circonscriptions les candidats officiels du Rassemblement-UMP et ceux du FLNKS. À la suite de cet échec et du fait que l'Avenir ensemble se soit divisé dans la 1re circonscription entre les candidatures de Philippe Gomès et de Didier Leroux, Marie-Noëlle Thémereau a annoncé qu'elle partait un temps « en vacances ». Présentée par ses proches comme très « éprouvée » et « fatiguée » après trois ans passés à la tête de l'exécutif calédonien, elle présente finalement sa démission le 23 juillet 2007, entraînant avec elle son gouvernement qui continue toutefois à gérer les affaires courantes jusqu'à l'élection du nouvel exécutif le 6 août 2007. Elle a donc retrouvé son siège au Congrès et à l'Assemblée de la Province Sud.

### Proximité avec Philippe Gomès
Soutenant ensuite Philippe Gomès dans son opposition à Harold Martin et Didier Leroux, elle annonce lors du conseil territorial du 12 avril 2008 sa candidature à la présidence de l'Avenir ensemble dont l'élection doit se tenir le 21 juin. En réponse, lors d'un autre conseil territorial, le 17 mai, Didier Leroux se présente à son tour, soutenu par Harold Martin qui de plus fait alors voter une résolution statuant que le congrès du 21 juin servirait tout à la fois à désigner le chef de file du mouvement et ses têtes de liste pour les provinciales de 2009. Philippe Gomès et ses partisans, essentiellement issus de l'Assemblée de la Province Sud dont notamment ses vice-présidents Philippe Michel ou Sonia Lagarde mais également Marie-Noëlle Thémereau, y voient une trahison et posent alors un ultimatum : que les décisions du congrès territorial du 17 mai soient annulés ou ils boycotteront le congrès du 21 juin et formeront leurs propres listes pour le scrutin de 2009. Le congrès a bien lieu à la date prévue et dans les conditions établies le 17 mai, avec 1 000 personnes présentes et plus de 3 600 votants pour entériner les candidats de la tendance Martin-Leroux, tandis que dans le même temps Philippe Gomès et ses partisans avaient organisé à l'hôtel Kuendu Beach de Nouville à Nouméa, lieu de la création de l'Avenir ensemble, une fête parallèle qui a attiré environ 3000 personnes. Le 7 septembre 2008, ces derniers annoncent alors leur démission collective de l'Avenir ensemble, pour fonder le 11 octobre suivant un nouveau parti baptisé Calédonie ensemble. Marie-Noëlle Thémereau est l'une des 17 membres de sa direction collégiale instituée par le Comité directeur du 31 janvier 2009. Malgré sa position de poids au sein de ce nouveau parti qui se présente comme le véritable héritier de l'esprit de l'Avenir ensemble de 2004, elle a décidé de se retirer progressivement de la vie politique et n'est présente qu'en dernière position, et donc non éligible, sur la liste dirigée par Philippe Gomès en Province Sud pour les élections provinciales du 10 mai 2009. Après cette date, elle n'a donc plus aucun mandat électif.
En avril 2010, elle est chargée par le gouvernement, désormais présidé par Philippe Gomès, d'une mission de dix-huit mois pour étudier la mise en place d'un système de couverture complémentaire obligatoire d'ici au 1er janvier 2012. En effet, le régime unifié principal (le RUAMM, qu'elle avait déjà contribué à créer) ne couvre au maximum que 40 % des frais de santé, tandis que 60 000 personnes (20 % de la population) ne disposent d'aucun autre remboursement complémentaire. Elle définit ainsi sa tâche : « Cette mission comporte deux volets. Le premier est l’amélioration de la protection maladie de la population qui n’a actuellement pas de couverture complémentaire. Nous savons que pour les 60 000 personnes concernées, l’accès au soin est plus difficile, plus coûteux, et donc quelques fois dissuasif. Il s’agit d’aller vers l’égalité devant les soins. Le deuxième volet consiste à mettre en place des règles modernes concernant la mutualité en Calédonie. Les textes existants datent de 1998. Les quatre principales mutuelles de Calédonie ont déjà travaillé ensemble sur le sujet et élaboré un projet de code de la mutualité ». La chute du gouvernement Gomès du fait de la démission collective des membres issus du groupe FLNKS tendance UC et l'arrivée à la tête de l'exécutif de Harold Martin de l'Avenir ensemble, soutenu par le Rassemblement-UMP, rejette Calédonie ensemble dans l'opposition et met fin de fait à la mission de Marie-Noëlle Thémereau.